# Ezio Levi
Ezio Levi d'Ancona (Màntua, 19 de juliol de 1884 - Boston, 28 de març de 1941) fou un filòleg, romanista i hispanista italià. Una altra faceta de la seva activitat fou la de pianista de jazz.

## Vida i obra
Nasqué a Màntua, fil d'una família de sefardites de Ferrara. Va estudiar a la Universitat de Pavia (llicenciat el 1906) i a Florència amb Pio Rajna i Alessandro D'Ancona. Es casaria el 1921 amb una neboda d'aquest darrer i en prengué el segon cognom. Fou professor d'institut a Lucera i Nàpols. De 1922 a 1925 fou professor de Filologia Romànica a la Universitat de Palerm i des de 1925 fins a 1938 a la de Nàpols. Les lleis racials del feixisme el van expulsar de la universitat (seria substituït en la càtedra per Salvatore Battaglia) i es va exiliar als Estats Units. L'any 1940 ensenyà al Wellesley College però morí tot just un any més tard.
Es va interessar per la poesia medieval, amb estudis sobre poetes italians i sobre Maria de França. Després s'interessà per la literatura espanyola; organitzà un centre d'estudis hispànics a la Universitat de Nàpols poc abans d'haver-la de deixar. Algunes de les seves obres de tema hispànic són Motivos Hispanicos (1933), Nella letteratura spagnola contemporanea: (saggi) (Florència: La Voce, 1922); Lope de Vega e l'Italia (Florencia: G. C. Sansoni, 1935) i Vite romantiche (Nàpols: Riccardo Ricciardi, 1934). Invità Federico García Lorca a anar a Itàlia. Fou acadèmic de la Reial Acadèmia de Belles Arts de Valladolid des del 1934. El seu arxiu es conserva a la Biblioteca Universitària de Bolonya.
Una altra faceta d'Ezio Levi fou la de pianista de jazz i contribuí a introduir-lo a Itàlia, també com una forma d'oposició al feixisme. Va col·laborar a escriure una introducció al jazz en italià. La seva filla fou la historiadora de l'art Mirella Levi D'Ancona (1919–2014).

## Publicacions
- Francesco di Vannozzo e la lirica nelle corti lombarde durante la seconda metà del secolo XIV, Florència, 1908.
- Antonio e Nicolò da Ferrara, poeti e uomini di corte del Trecento, Ferrara, 1909.
- (Ed.) Fiore di leggende. Cantari antichi. Serie prima. Cantari leggendari, Bari, 1914.
- I cantari leggendari del popolo italiano nei secoli XIV e XV, Torí, 1914.
- II Principe Don Carlos nella leggenda e nella poesia, Pavia, 1914, Roma, 1924.
- Poesia di popolo e poesia di corte nel Trecento, Livorno 1915, Bolònia, 1971; París, 1976.
- (Ed.) Il libro dei cinquanta miracoli della Vergine, Bolònia, 1917.
- Il canzoniere di Maestro Antonio da Ferrara, Florència, 1918.
- I lais brettoni e la leggenda di Tristano, Perugia, 1918.
- Piccarda e Gentucca. Studi e ricerche dantesche, Bolònia, 1921.
- (Ed.) I Poeti antichi lombardi, Milà, 1921; Bolònia, 1979.
- Studi sulle opere di Maria di Francia, Florència, 1922.
- Nella letteratura spagnola contemporanea. Saggi, Florència, 1922.
- L'unità del mondo latino, Roma, 1926.
- (amb Ettore Gàbrici) Uguccione da Lodi e i primordi della poesia italiana, Venècia, 1928.
- I catalani in Italia al tramonto del medio evo, Palma, 1929.
- Lo Steri di Palermo e le sue pitture, Roma 1932, Palerm, 2003.
- Motivos hispánicos, Florència 1933 (Pròleg de Ramón Menéndez Pidal).
- Vite romantiche, Nàpols, 1934
- Lope de Vega e l'Italia, Florència, 1935 (Pròleg de Luigi Pirandello).
- Cinque studi sull'Ariosto, Nàpols, 1938.

### Sobre Jazz
- (amb Gian Carlo Testoni, 1912–1965), Introduzione alla vera musica di jazz, Milà 1938